# Лициний
Вижте пояснителната страница за други личности с името Лициний.
Валерий Лициниан Лициний (на латински: Gaius Valerius Licinianus Licinius) или Лициний I е римски император през 308 – 324 г. Победен и детрониран от Константин Велики след две междуособни войни.

## Управление
Лициний е съратник и близък сподвижник на император Галерий и бива избран от него за съимператор, с цел да противостои на появилите се претенденти Константин и Максенций. Лициний получва ранг на август на 11 ноември 308 г. и е назначен да управлява Тракия, Илирия и Панония.
През 309 – 310 г. Лициний удържа победи над готи и сармати по Дунав. След смъртта на Галерий през 311 г. Лициний води кампания и побеждава Максимин Дая в Мала Азия, ставайки владетел на повечето източни провинции (312 г.). Заедно с Константин I, другия останал легитимен август, си поделят сферите на влияние в Римската империя и издават т.нар. Медиолански едикт за веротърпимост (313 г.), но след срещата им в Медиолан, тяхното съперничество прераства във война, която се провежда на Балканите.

### Съюз и конфликт с Константин
През 313 г. Лициний взема за жена Констанция, сестрата на Константин. Но привидният съюз между двамата августи скоро е нарушен, след като Константин обвинява Лициний, вероятно основателно, че крои заговор срещу него. През октомври 314 г. Константин надделява срещу Лициний в битката при Цибале, Панония. В следващата година трае временно примирие, докато Константин и Лициний отбраняват границата по Дунав срещу сармати и готи.

В края на 316 г. междуособната война все пак е подновена; за да предизвика Константин, Лициний издига военачалника Валерий Валент за претендент на запада, но той скоро търпи разгром в битката при Мардия (Campus Ardiensis в Тракия, дн. Харманли). След унизителното поражение Лициний е принуден да приеме мирните условия на своя противник и да екзекутира Валент. Победителят Константин отнема Илирия и Панония от властта на Лициний, като впоследствие е сключен мир между двамата. Тогава Лициний обявява за цезар и наследник сина си от Константиновата сестра Констанция – малолетния Лициний II.

### Съуправление с Константин
Въпреки че първоначално Лициний се придържа към религиозната толерантност, църковната пропаганда е враждебна към него. По произход селянин от Дакия или Мизия Лициний бил необразован, склонен към насилие, а неговият характер и качества го направили доста непопулярен. Той предпочитал да фаворизира своите земляци и съселяни, спрямо гражданите се отнасял грубо и пренебрежително, а бидейки почитател на езическите порядки и закони той възстановява държавния култ към Юпитер и започва да преследва християните в своите владения, давайки на техния покровител Константин нов повод за конфликт.
Заети във война срещу сармати и готи, двамата императори поддържат несигурно примирие, но ситуацията се изостря, когато Константин навлиза в територията на Лициний по Дунав, преследвайки бягащите варвари през 318 и отново през 321 г. Лициний обвинява Константин в нарушение на мирния договор и това довежда до нов конфликт между тях.
През 323 г. започва втора война с Константин, в която Лициний отново издига претендент – Мартиниан, със същия минимален успех. Още в началото флотът на Лициний е победен при Калиполис, Хелеспонт. След разгрома в битката при Адрианопол на 3 юли 324 г. и последвалото военно поражение при Хрисополис, Витиния (18 септември 324 г.), Лициний е пленен и поставен под домашен арест в Тесалоника. Първоначално Лициний е оставен жив, но на следващата година (325 г.) е удушен по заповед на Константин, който остава единствен повелител на империята.
- Галерия
- Златен медальон с изображение на Лициний баща и син
- Монетно изображение на Лициний
- Ауреус на Лициний